# CMB
CMB (Coastal Motor Boat) – seria brytyjskich kutrów torpedowych z okresu I wojny światowej.

## CMB 40' (40-stopowy)

### Powstanie i budowa

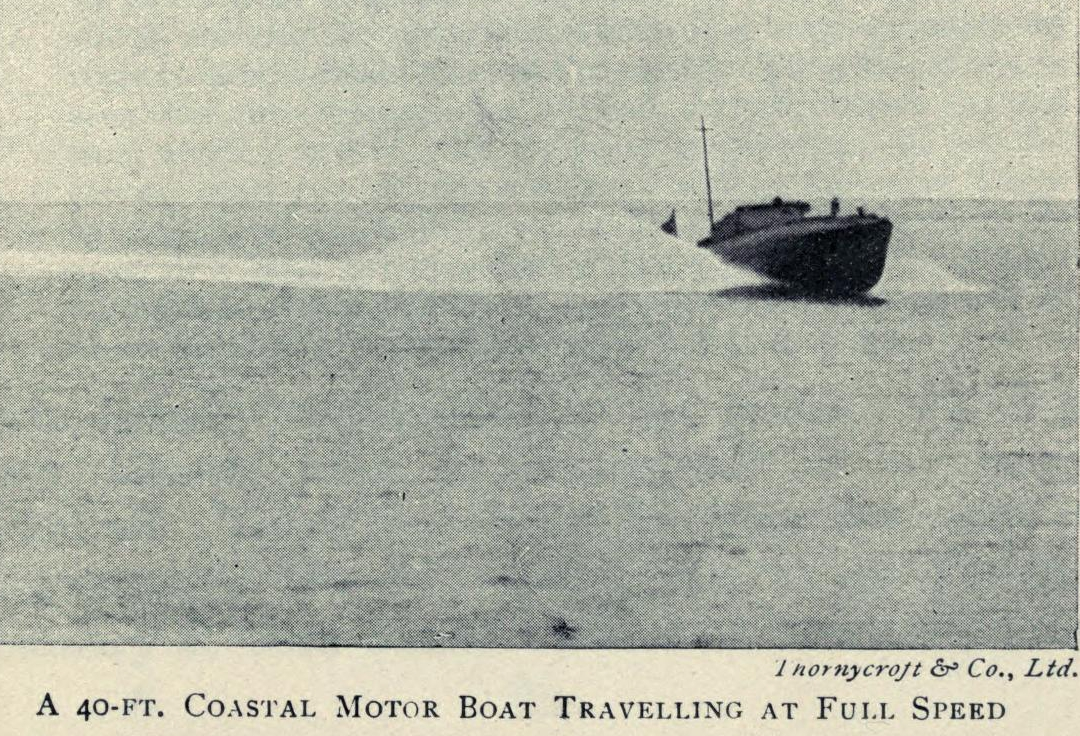
40-stopowy CMB na pełnej prędkości

Po wybuchu I wojny światowej Admiralicja brytyjska zgłosiła potrzebę skonstruowania małych i szybkich okrętów, które mogłyby przenosić torpedę lub być wykorzystywane jako ścigacze okrętów podwodnych. Wśród oficerów marynarki powstał także pomysł dostarczania odpowiednio lekkich kutrów torpedowych na żurawikach przez krążowniki w pobliże niemieckich wód terytorialnych, które to kutry, dzięki małemu zanurzeniu, mogłyby następnie przejść nad zagrodami minowymi i atakować niemieckie okręty w portach. Potrzeba wysokich osiągów przy ograniczonej masie stawiała wysokie wymagania konstrukcji. W efekcie powstał pierwszy model kutra, o długości 40 stóp, skonstruowany z własnej inicjatywy przez Johna Thornycrofta, przy wykorzystaniu doświadczeń z konstrukcji jego łodzi wyścigowej „Miranda IV” z 1910 roku.
Po raz pierwszy zdecydowano się umieścić torpedę w prostej zrzutni rufowej, gdyż wyrzutnia rurowa, wyrzucająca torpedę w przód przy pomocy sprężonego powietrza, byłaby zbyt ciężka. W dodatku, umieszczenie ciężkiej torpedy na rufie było korzystniejsze dla rozmieszczenia mas przy układzie ślizgacza.
Dla zamaskowania przeznaczenia, kuter torpedowy został oznaczony przez marynarkę jako Coastal Motor Boat (CMB) – „przybrzeżna łódź motorowa”. Ponieważ prototyp, oznaczony CMB 1, okazał się udany, zbudowano dalsze 12 kutrów CMB 2 – 13. Zamówiono je w styczniu 1916, a zbudowano do połowy sierpnia 1916. Następnie, w latach 1917–1918 zbudowano kolejne 22 kutry CMB 40 – 61 z silnikami o większej mocy. Po wojnie jeszcze zbudowano 4 kutry 40-stopowe: CMB 112 i 121 – 123. Zamówienia na dalsze 16 kutrów grupy CMB 121 anulowano z uwagi na koniec wojny, w listopadzie 1918. Łącznie zbudowano 39 kutrów 40-stopowych.

### Konstrukcja

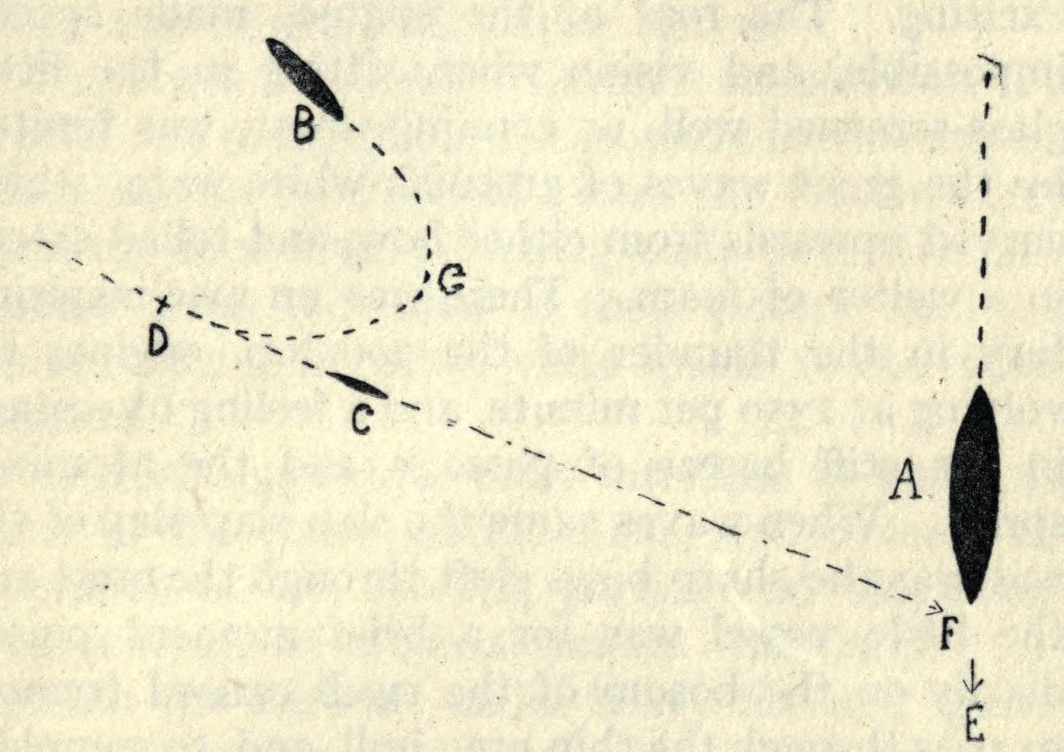
Schemat ataku przez kuter CMB: A – cel, B – kuter, C – torpeda, D – pozycja strzału torpedowego, E – kierunek ruchu celu, F – punkt trafienia, G – kurs zejścia kutra z linii marszu torpedy

Kuter zbudowany w układzie ślizgacza, z jednym redanem, kadłub drewniany (z amerykańskiego wiązu). Tylną część kadłuba zajmowała korytkowa zrzutnia torpedowa, dla jednej torpedy. Załoga – 3 osoby (dowódca, strzelec i motorzysta), mieściła się w niewielkiej odkrytej kabinie w środkowej części, za silnikiem, a przed torpedą i w stanowisku strzeleckim na dziobie.
Uzbrojenie stanowiła jedna torpeda kalibru 450 mm oraz podwójnie sprzężony karabin maszynowy Lewis lub dwa podwójnie sprzężone Lewisy. Torpeda była wypychana w tył za pomocą niewielkiego ładunku kordytu, który zsuwał ją z pochylni, ogonem w dół. Kiedy już znalazła się w wodzie, kontynuowała marsz naprzód o własnym napędzie, a kuter robił zwrot, aby zejść ze ścieżki torpedy. Minimalna prędkość do odpalenia torpedy wynosiła 17 węzłów.
Napęd stanowił silnik benzynowy Thornycroft V8 lub V12 o mocy 250-275 KM lub silnik lotniczy, a na jednostkach późnej serii – silnik o mocy 350-375 KM. Silnik umieszczony był w środkowej części kadłuba, napędzał jedną śrubę za pośrednictwem prostego wału. Dla oszczędności masy, nie było przekładni odwracającej obroty (biegu wstecz). Opracowano też specjalną ślimakową śrubę, w celu uniknięcia zaplątania w sieci przeciwtorpedowe, która zmniejszała prędkość jedynie o 0,75 w.

### Dane
- Długość: 12,19 m (40 stóp)
- szerokość: 2,6 m
- wyporność: 4,32 t
- zanurzenie: 0,56 m
- prędkość maks.: 33,5 w (na późnych jednostkach 38 w).
- zapas paliwa: 455 l
- zasięg: 160 mil morskich

## CMB 55' (55-stopowy)

### Powstanie i budowa

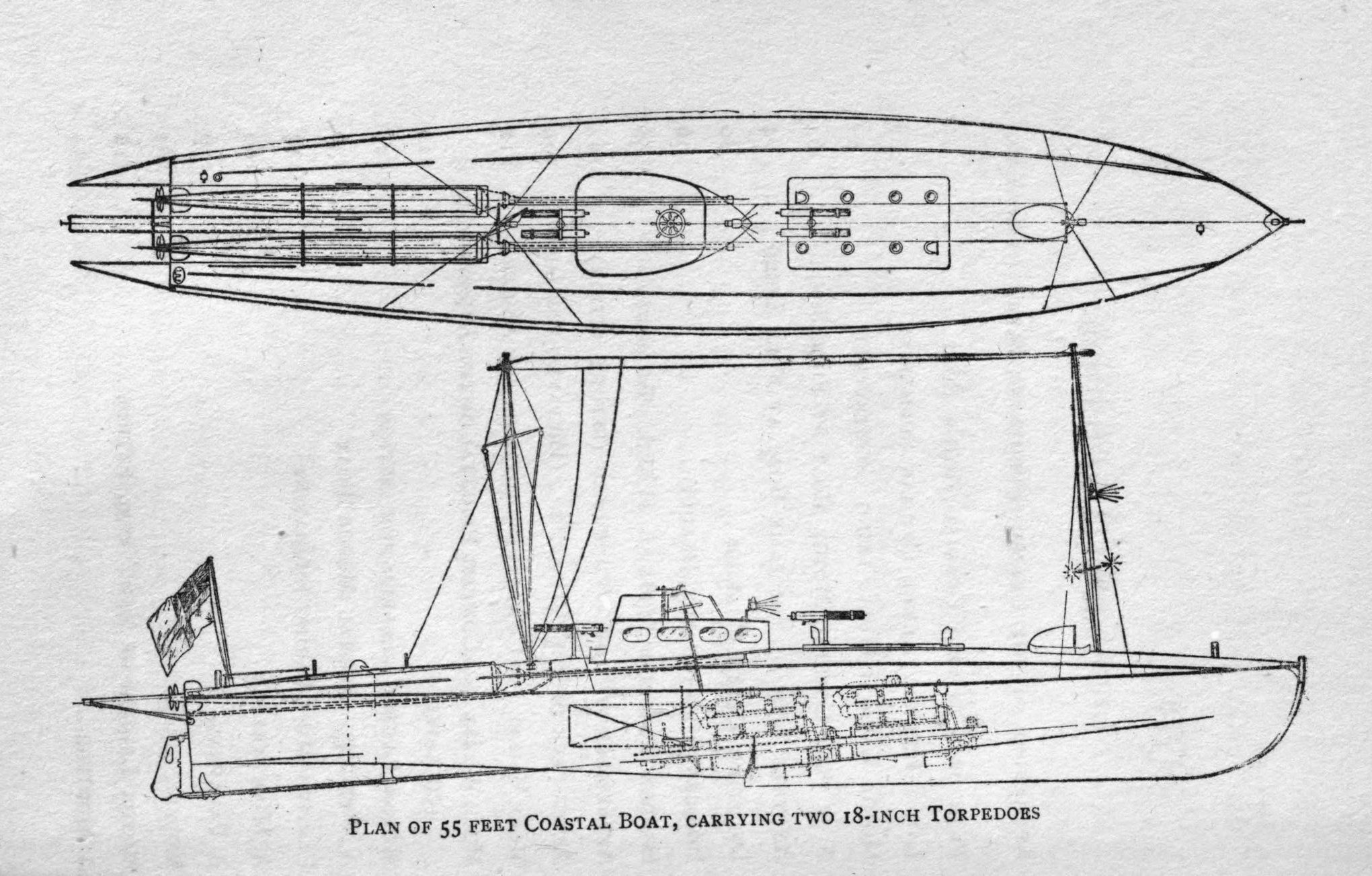
Schemat CMB 55'. Widoczne dwie torpedy z tyłu i uzbrojenie w postaci dwóch zdwojonych km Lewisa

Ponieważ konstrukcja kutra CMB 40-stopowego okazała się udana, Admiralicja zdecydowała zamówić powiększony model, o zwiększonych możliwościach ofensywnych i większej dzielności morskiej, rezygnując z limitu wielkości. Nowy 55-stopowy CMB stanowił powiększone rozwinięcie konstrukcji poprzedniego modelu, główną różnicę stanowiły dwie rufowe zrzutnie torped oraz napęd złożony z dwóch silników, umieszczonych jeden przed drugim, rozsuniętych na burty, napędzających dwie śruby. Istniało kilka wersji różniących się napędem, a także różne warianty uzbrojenia. Wczesne łodzie miały silniki o mocy po 250 KM, późniejsze (najpowszechniejsze) – 375 KM Thornycroft V12. Stosowano też inne silniki, o mocy łącznej do 900 KM. Po numerze kutry miały dodatkowe litery, oznaczające zastosowany silnik i uzbrojenie. Załoga składała się z 5 osób (dowódca, strzelec, dwóch motorzystów, radiooperator).
Uzbrojenie stanowiła jedna lub dwie torpedy kalibru 450 mm (zależnie od wersji) oraz dwa podwójnie sprzężone karabiny maszynowe Lewis. Kutry mogły zamiast torped przenosić 4 bomby głębinowe, zrzucane na boki lub miny. Część łodzi przenosiła jedną torpedę i bomby głębinowe.
W latach 1917–1918 zbudowano 56 kutrów 55-stopowych: CMB 14-39 i CMB 62-91, szesnaście dalszych ukończono w latach 1919–1922 (CMB 92-99 i 113-120). Były one budowane w kilku wersjach, oznaczonych dodatkowymi literami.

### Dane
- Długość: 16,76 m (55 stóp)
- szerokość: 3,36 m
- zanurzenie: 0,9 m
- wyporność: 11-12,5 t
- prędkość maks. 40,4 w, prędkość ciągła 39 w.
- zapas paliwa: 1590 l
- zasięg: 200 mil morskich (przy prędkości 39 w)

## CMB 70' (70-stopowy)
Pod koniec wojny, w styczniu 1918 zamówiono krótką serię 12 jeszcze większych kutrów 70-stopowych, o podobnej konstrukcji i wyporności 24 t. Pięć kutrów CMB 100 – 104 ukończono dopiero po wojnie, w latach 1919–1922, a z budowy pozostałych CMB 105 – 111 zrezygnowano. Napędzane były dwoma silnikami o mocy 750 KM, lecz były one jednak wolniejsze, z uwagi na ciężar i ograniczone możliwości ślizgu. Były one przystosowane do stawiania 7 min i uzbrojone w 6 karabinów maszynowych i 4 bomby głębinowe (według innych danych, 4 min). Ewentualnie uzbrojenie stanowiło sześć torped (według innych źródeł, 2 torpedy).

### Dane
- Długość: 23 m
- szerokość: 4,3 m
- zanurzenie: 1,2 m
- wyporność: 24 t
- prędkość maks. 28-30 w
- zapas paliwa: 1590 l
- zasięg: 200 mil morskich (przy prędkości 39 w)

## Użycie

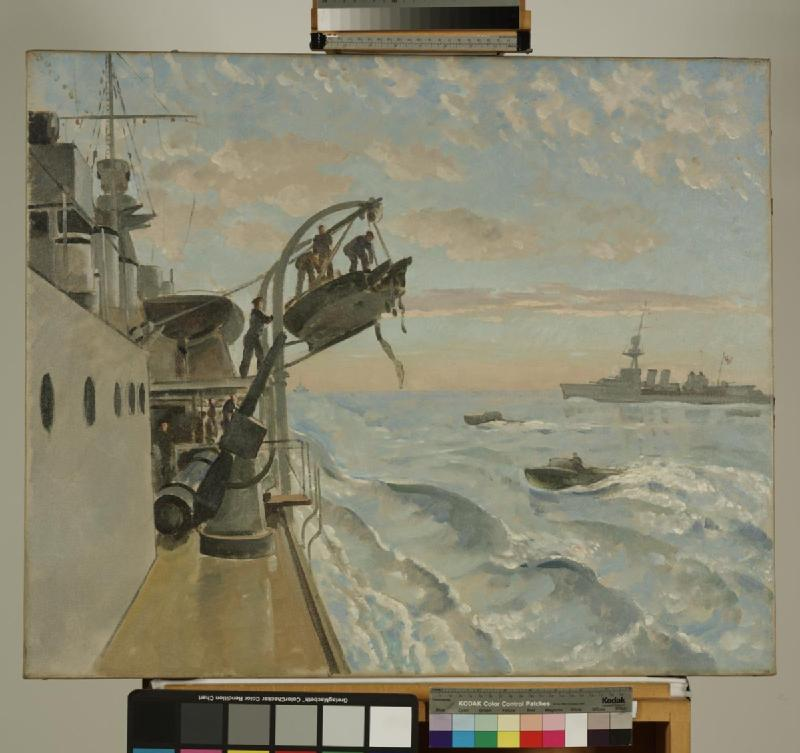
Spuszczanie CMB na wodę, obraz Philipa Connarda

Wbrew początkowym planom, kutry CMB nie były używane przez większe okręty, z wyjątkiem lekkiego krążownika HMS „Diamond” przystosowanego do przenoszenia 6 kutrów, operującego w 1918 na Morzu Śródziemnym. Dopiero po wojnie były używane z okrętu-bazy HMS „Vindictive”. W większości natomiast kutry CMB operowały w rejonie kanału La Manche i na wybrzeżu belgijskim, z baz początkowo w Dunkierce, później Dover, Portsmouth, wyspie Osea i Portland.
Mimo aktywnego wykorzystania podczas I wojny światowej, kutry CMB nie osiągnęły dużych sukcesów. Najbardziej udaną akcją było zatopienie niszczyciela niemieckiego G 88 w nocy 7/8 kwietnia 1917 pod Ostendą przez kutry 40-stopowe CMB 4, 5, 6 i 9. W nocy 12/13 kwietnia 1918 55-stopowy CMB 33A został uszkodzony przez niemieckie działo nadbrzeżne 88 mm podczas ataku na Ostendę, w efekcie opuszczony przez załogę kuter wpadł na brzeg i uszkodzony dostał się w ręce niemieckie. Podczas ataku 22/23 kwietnia 1918 na Zeebrugge, kutry CMB jedynie zniszczyły torpedami fragment mola, nie trafiając statków.
11 sierpnia 1918 koło ujścia rzeki Ems doszło do bitwy sześciu CMB z ośmioma niemieckimi łodziami latającymi, w wyniku której dwa samoloty zestrzelono, lecz wszystkie kutry zostały poważnie uszkodzone i nie nadawały się do naprawy. 16 września 1918 atak CMB na dwie flotylle niemieckich niszczycieli (nr 1 i 6) eskortujących okręty podwodne, nie powiódł się. Kutrów 55-stopowych używano też do stawiania min, zwalczania okrętów podwodnych, ratowania załóg samolotów i osłony monitorów bombardujących brzegi Flandrii. Okazały się one wyjątkowo udanymi małymi okrętami uderzeniowymi, nadającymi się do różnych zastosowań.

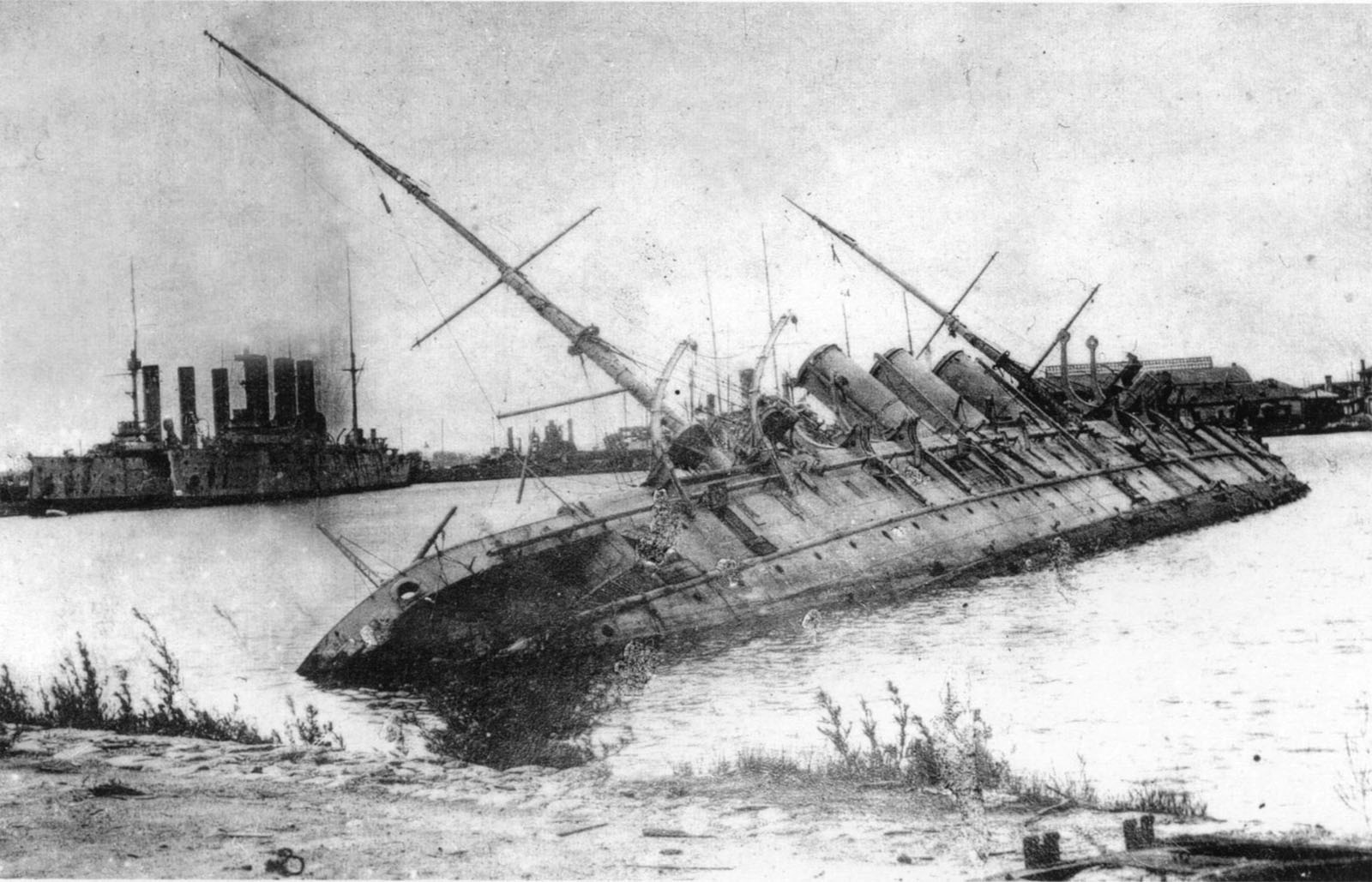
Zatopiony w Kronsztadzie okręt szkolny „Pamiat’ Azowa”

Największe sukcesy kutry CMB uzyskały po wojnie, podczas wsparcia przez Brytyjczyków interwencji w wojnie domowej w Rosji, działając na Zatoce Fińskiej. Początkowo wysłano tam w czerwcu 1919 dwa kutry 40-stopowe, które bazowały w mieście Terijoki (ob. Zielenogorsk). Kutry te początkowo wykorzystywano do rozpoznania i przerzucania agentów. 17 lipca 1919 kuter CMB 4 dowodzony przez por. Augustusa Agara zatopił rosyjski stary krążownik pancernopokładowy „Oleg” pod Kronsztadem. Po tym sukcesie, okręt-baza HMS „Vindictive” dostarczył w ten rejon 7 kutrów 55-stopowych CMB 24, 31, 62, 72, 79, 86 i 88, które w nocy 17/18 sierpnia 1919 dokonały rajdu na port w Kronsztadzie. Zatopiono jednak jedynie okręt szkolny (dawny krążownik) „Pamiat’ Azowa” i uszkodzono pancernik (przeddrednot) „Andriej Pierwozwannyj” (uszkodzenia drednota „Pietropawłowsk”, do którego przyznawali się Brytyjczycy, nie potwierdzają rosyjskie źródła). Rosjanie zatopili 4 kutry: CMB 24, 62, 67 i 79, z tego trzy przez dyżurujący niszczyciel „Gawriił”. Kutry CMB operowały także pod Archangielskiem i na Morzu Kaspijskim, kilka z tych ostatnich przekazano później „białym” Rosjanom. Część kutrów operowała na rzekach jako kutry artyleryjskie, bez torped, lecz ze wzmocnionym uzbrojeniem maszynowym i zaimprowizowanymi osłonami załogi i silników przed ostrzałem.
Ogółem podczas działań wojennych marynarka brytyjska utraciła 9 kutrów 40-stopowych i 6 55-stopowych.
18 maja 1920 Armia Czerwona zdobyła w porcie Anzali nad Morzem Kaspijskim 10 kutrów 40-stopowych używanych przez siły interwentów i „białych”, po czym weszły one do służby we flocie radzieckiej. Pięć przetransportowano w sierpniu 1920 na Morze Azowskie („Bodryj”, „Brawyj”, „Biedowyj”, „Bystryj” i „Bujnyj”). Dwa z nich („Bystryj” i „Bujnyj”) utracono 9 stycznia 1921 na skutek ostrzału przez francuskie okręty podczas transportu morzem, a pozostałe przeniesiono na Morze Czarne. Dwa dalsze kutry 55-stopowe zostały pozostawione przez Armię Ochotniczą w listopadzie 1920 przy ewakuacji z Krymu i również przejęte przez Flotę Czarnomorską (jeden został szybko utracony, a drugi otrzymał nazwę „Bujnyj”). Pięć kutrów w końcu 1920 zostało przetransportowanych koleją do Piotrogrodu, gdzie weszły w skład sił Morza Bałtyckiego (pod numerami 1 do 5), po czym w 1923 trzy z nich powróciły na Morze Czarne (otrzymując nazwy: „Bojkij”, „Bystryj”, „Burnyj”), a dwa używano do eksperymentów. Kutry typu CMB służyły we flocie radzieckiej do 1931 roku. Koncepcja i układ konstrukcyjny kutrów CMB stały się inspiracją dla radzieckich kutrów typu G-5 z lat 30.